# Sandro Salsa
Sandro Salsa (Novara, 11 gennaio 1950) è un matematico italiano noto per le sue monografie sulle equazioni alle derivate parziali e i suoi testi universitari per i corsi di base dell'analisi matematica.

## Biografia
Ha conseguito la laurea in matematica nel 1972 presso l'Università degli Studi di Milano. Dopo essere stato ricercatore presso la propria alma mater dal 1981 al 1986, è stato nominato professore ordinario di analisi matematica presso il Politecnico di Milano nel 1987, ove ha continuato la propria attività di docente nei corsi di equazioni alle derivate parziali e di dottorato. Nel 2021 è stato nominato professore emerito del dipartimento di matematica del Politecnico di Milano.
Sempre presso il Politecnico, è stato direttore del dipartimento di matematica dal 1999 al 2008, cofondatore del laboratorio di modellistica matematica MOX (insieme al collega Alfio Quarteroni). È stato coordinatore del corso di laurea in Ingegneria matematica nell'anno accademico 2001/2002 e successivamente dal 2010 al 2015.
Promuove inoltre l'attività divulgativa al grande pubblico attraverso conferenze con esperti del settore, tenute nella sua città natale.

## Attività di ricerca
Le sue ricerche si concentrano nel campo delle equazioni a derivate parziali ellittiche e paraboliche e sui problemi di frontiera libera, con applicazioni al calcolo delle variazioni e al controllo ottimo. È stato visiting professor presso il dipartimento di matematica dell'Università del Minnesota (Minneapolis) dal 1978 al 1988, l'Institute for Advanced Study a Princeton dal 1990 al 1996, il Courant Institute of Mathematical Sciences (New York) dal 1997 al 2000 e il dipartimento di matematica dell'Università del Texas (Austin) dal 2000 al 2010.